# Vacances en Argentine
Pour plus de détails, voir Fiche technique et Distribution.
Vacances en Argentine (italien : Vacanze in Argentina ; espagnol : Vacaciones en la Argentina) est une comédie italienne réalisée par Guido Leoni et sortie en 1960.

## Synopsis
Marchesi est un riche Italien émigré en Argentine qui a tué un homme dans un accident de voiture. Il décide de laisser tout son héritage aux deux filles et à la petite-fille de l'homme, en les convoquant à Buenos Aires. Ayant retrouvé sa sérénité, Marchesi s'abandonne aux charmes d'une belle veuve.

## Fiche technique
- Titre français : Vacances en Argentine[1]
- Titre original italien : Vacanze in Argentina[2]
- Titre espagnol : Vacaciones en la Argentina ou Alegres vacaciones[3]
- Réalisation : Guido Leoni
- Scénario : Guido Leoni, Hugo Moser, Giorgio Lotta, Carlo Romano
- Photographie : Aldo Greci, Ignacio Souto
- Montage : Otello Colangeli
- Musique : Guido Robuschi, Gian Stellari (it)
- Décors : Óscar Lagomarsino, Piero Poletto (it)
- Production : Federico Aicardi
- Société de production : D'An-Fran, Sagittario Film
- Pays de production :  Italie -  Argentine
- Langue originale : italien
- Format : couleurs par Agfacolor - 2,35:1 - Son mono - 35 mm
- Genre : comédie
- Durée : 102 minutes
- Dates de sortie : 
  - Italie : 20 décembre 1960
  - Argentine : 16 décembre 1966
  - France : 31 mars 1967

## Distribution
- Emma Danieli : Franca Ricci
- Isabelle Corey : Anna Ripamonti
- Milena Bettini : Sandra Fontana
- Folco Lulli : Giovannino Fioravanti
- Walter Chiari : le barman
- Domenico Modugno :
- Erica Jorger :
- Luis Dávila :
- Piero Lulli :
- Carlo Giuffré :
- Nino Dal Fabbro :
- Riccardo Paladini :
- Hugo Moser :
- Jorge Salcedo :
- Enzo Viena :
- Giotto Tempestini :
- Silvana Moschioni :
- Alberto Carloni :
- Corrado Corradi :
- Alberto Dalbes

## Production
Le film, tourné en 1961, a été partiellement tourné à Bariloche, aux chutes d'Iguazú, à La Pampa, à Mar del Plata et à Rome.